# Ronde van Frankrijk 2023/Veertiende etappe

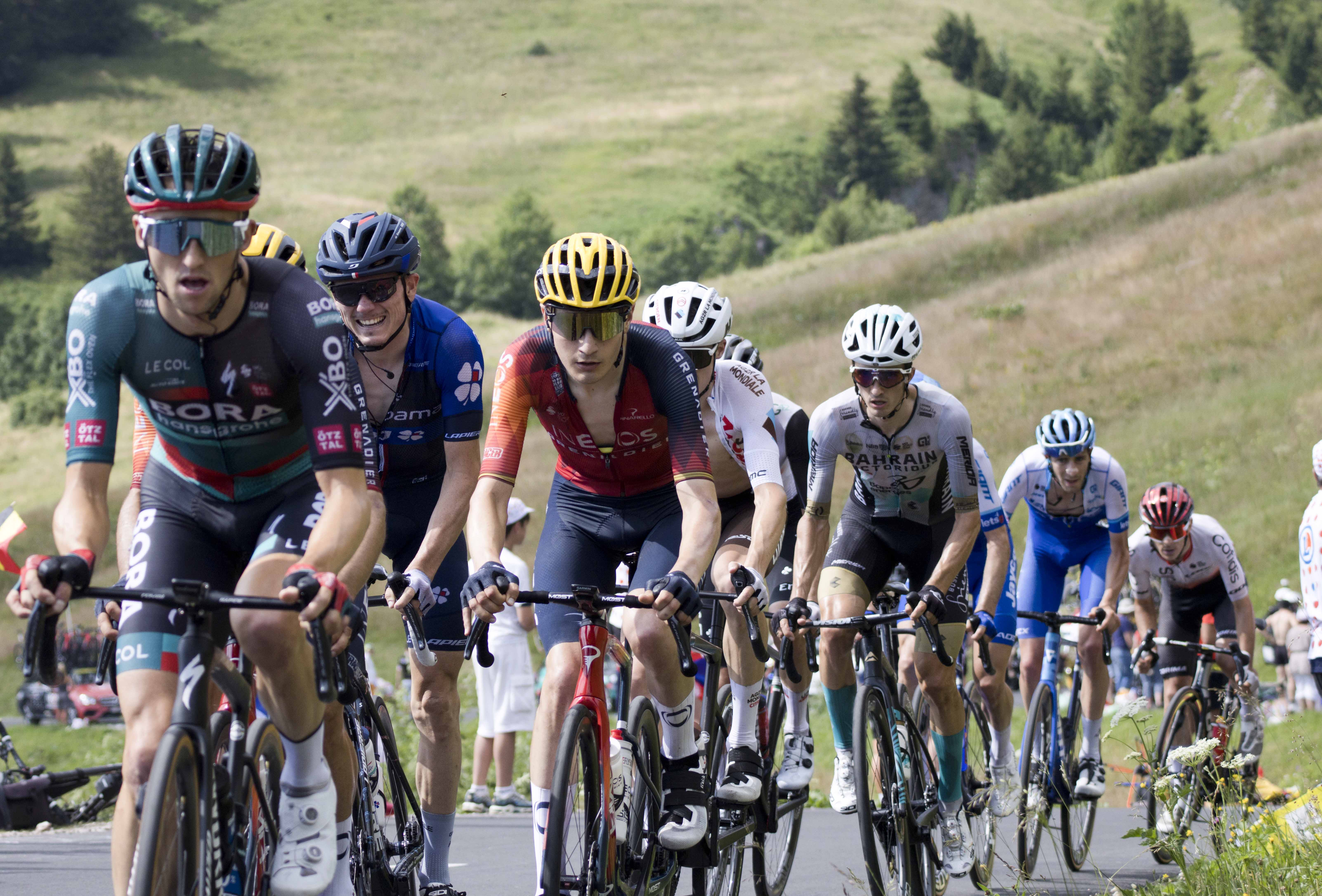
De latere winnaar Carlos Rodríguez (gele helm) op de Col de la Ramaz

De veertiende etappe van de Ronde van Frankrijk 2023 was een bergrit met een lengte van 151,8 kilometer. De etappe werd verreden op 15 juli met de start in Annemasse en de finish in Morzine, Les Portes du Soleil.

## Parcours
De etappe telde 4100 hoogtemeters en vijf beklimmingen. De eerste klim was van derde categorie op de Col de Saxel, de volgende twee bergen waren van de eerste categorie te weten de Col de Cou en de Col du Feu. Na de tussensprint op de niet-gecategorieseerde Col de Jambaz volgde de klim van eerste categorie op de Col de la Ramaz. De afsluitende klim vond plaats op de Col de Joux Plane, een berg van de buitencategorie met een 11,6 kilometer lange klim. Na de top volgde de 12 kilometer lange afdaling richting de finish in Morzine.

## Verloop
Carlos Rodríguez heeft de veertiende etappe gewonen.
Minder dan een kwartier na de start was er een massale valpartij in een flauwe bocht, tientallen renners vielen en de wedstrijd werd geneutraliseerd. De Spanjaard Antonio Pedrero en de Zuid-Afrikaan Louis Meintjes moesten opgeven. Vijfentwintig minuten later werd een nieuwe start gegeven door koersdirecteur Christian Prudhomme. Na verschillende aanvallen slaagde geen enkele renner erin om een voorsprong te nemen. Achterin het peloton kwamen weer verschillende renners ten val, waaronder de Colombiaan Esteban Chaves die de strijd moest staken. Met minder dan 135 kilometer te gaan viel de Fransman Julian Alaphilippe aan, vergezeld door de Let Krists Neilands en de Nederlander Lars van den Berg. Het trio kreeg daarna gezelschap van de Kazach Aleksej Loetsenko en de Colombiaan Daniel Martínez. Op de top van de Saxel kwam Martínez als eerste boven voor Alaphilippe. In de afdaling van de Saxel kwam de Fransman Romain Bardet ten val en moest geblesseerd opgeven.
Aan de voet van de Col de Cou waren twintig renners naar voren geschoven en hadden een voorsprong van ongeveer dertig seconden op het peloton. Het was de Italiaan Giulio Ciccone die als eerste de top rondde, voor de Amerikaan Neilson Powless in de bolletjestrui en Julian Alaphilippe. Aan het begin van de beklimming van de Col du Feu namen drie mannen de leiding: de twee Spanjaarden Alex Aranburu en Gorka Izagirre en de Noor Tobias Halland Johannessen. Even verderop werden ze vervangen door een nieuw trio bestaande uit Thibaut Pinot, Ciccone en de Canadees Michael Woods. Op de top kwam Ciccone voor Woods als eerste door. Onder aanvoering van de Jumbo-Visma-ploeg sloot naderde de groep gele trui groep de kopgroep tot op twintig seconden. Toen de tussensprint op de top van de Col de Jambaz naderde, reden tien renners voorop en Ciccone kwam als eerste over de streep.
Aan het begin van de beklimming van de Col de la Ramaz versnelden Ciccone en Woods. Met nog 57 kilometer te gaan waren er geen ontsnappingen meer vanuit het en Jumbo-Visma, dat in een constant tempo reed, haalde alle renners in. Verschillende renners, waaronder de Colombiaan Egan Bernal en de Australiër Jack Haig, werden gelost door het peloton, dat nu uit eenentwintig renners bestond. Na de top van de Col de la Ramaz, waar de Belg Wout van Aert als eerste boven kwam, ging de groep gele trui bergaf, aangevoerd door Jumbo-Visma en UAE Team Emirates, met het vizier gericht op de Col de Joux Plane en de bonificatieseconden op de top.
Aan het begin van de klim naar de Col de Joux Plane bestond de groep gele trui uit ongeveer vijftien renners, waaronder vier renners van Jumbo-Visma en vier renners van UAE Emirates. Met nog 9 kilometer te gaan zijn er nog maar zeven renners vooraan over: de Australiër Jai Hindley, de Amerikaan Sepp Kuss, de Deen Jonas Vingegaard, de Sloveen Tadej Pogačar, de Spanjaarden Carlos Rodríguez en Pello Bilbao en de Brit Adam Yates. Rafał Majka die eerder ontsnapt was werd ingehaald en moest al snel lossen. Op 4,7 kilometer van de top versnelde Adam Yates, alleen zijn kopman Pogačar en Vingegaard konden volgen. Een kilometer later viel Pogačar aan en nam een paar seconden voorsprong op Vingegaard, maar de Deense gele trui-drager haalde de Sloveen in met nog 1,6 kilometer te gaan tot de top. Op 500 meter van de top probeerde Pogačar nog eens aan te vallen, maar hij werd gehinderd door motoren en een grote menigte toeschouwers langs de weg. 
Vingegaard kwam als eerste boven op de top van de Col de Joux Plane voor Pogačar, maar het duo viel stil in de afdaling, waardoor Carlos Rodríguez terug kon komen. Hij kon profiteren van de rivaliteit tussen de gele en witte trui om met een paar seconden voorsprong naar de overwinning in Morzine te fietsen voor Pogačar en Vingegaard.

## Uitslag etappe
| Annemasse – Morzine, Les Portes du Soleil (151,8 km) |                  |                    |          |
| Plaats                                               | Naam             | Ploeg              | Tijd     |
| 1                                                    | Carlos Rodríguez | INEOS Grenadiers   | 3u58'45" |
| 2                                                    | Tadej Pogačar    | UAE Team Emirates  | + 5"     |
| 3                                                    | Jonas Vingegaard | Team Jumbo-Visma   | z.t.     |
| 4                                                    | Adam Yates       | UAE Team Emirates  | + 10"    |
| 5                                                    | Sepp Kuss        | Team Jumbo-Visma   | + 57"    |
| 6                                                    | Jai Hindley      | BORA-hansgrohe     | + 1'46"  |
| 7                                                    | Felix Gall       | AG2R-Citroën       | z.t.     |
| 8                                                    | Pello Bilbao     | Bahrain-Victorious | + 3'19"  |
| 9                                                    | Simon Yates      | Team Jayco AlUla   | + 3'21"  |
| 10                                                   | Guillaume Martin | Cofidi             | + 5'57"  |
|                                                      |                  |                    |          |
| 16                                                   | Wilco Kelderman  | Team Jumbo-Visma   | + 13'02" |
| 17                                                   | Wout van Aert    | Team Jumbo-Visma   | z.t.     |

 –  Giulio Ciccone was de strijdlustigste renner van de veertiende etappe.

## Klassementen

### Algemeen klassement
| Algemeen klassement (gele trui) |                  |                    |            |
| Plaats                          | Naam             | Ploeg              | Tijd       |
| Gele trui                       | Jonas Vingegaard | Team Jumbo-Visma   | 57u47'28"  |
| 2                               | Tadej Pogačar    | UAE Team Emirates  | + 10"      |
| 3                               | Carlos Rodríguez | INEOS Grenadiers   | + 4'43"    |
| 4                               | Jai Hindley      | BORA-hansgrohe     | + 4'44"    |
| 5                               | Adam Yates       | UAE Team Emirates  | + 5'20"    |
| 6                               | Sepp Kuss        | Team Jumbo-Visma   | + 8'15"    |
| 7                               | Simon Yates      | Team Jayco AlUla   | + 8'32"    |
| 8                               | Pello Bilbao     | Bahrain-Victorious | + 8'51"    |
| 9                               | Felix Gall       | AG2R-Citroën       | + 12'26"   |
| 10                              | David Gaudu      | Groupama-FDJ       | + 12'56"   |
|                                 |                  |                    |            |
| 21                              | Wilco Kelderman  | Team Jumbo-Visma   | + 47'53"   |
| 25                              | Wout van Aert    | Team Jumbo-Visma   | + 1u11'27" |

### Puntenklassement
| Puntenklassement (groene trui) |                   |                          |        |
| Plaats                         | Naam              | Ploeg                    | Punten |
| Groene trui                    | Jasper Philipsen  | Alpecin-Deceuninck       | 323    |
| 2                              | Mads Pedersen     | Lidl-Trek                | 179    |
| 3                              | Bryan Coquard     | Cofidis                  | 178    |
| 4                              | Tadej Pogačar     | UAE Team Emirates        | 129    |
| 5                              | Wout van Aert     | Team Jumbo-Visma         | 122    |
| 6                              | Jordi Meeus       | BORA-hansgrohe           | 96     |
| 7                              | Dylan Groenewegen | Team Jayco AlUla         | 92     |
| 8                              | Biniam Girmay     | Intermarché-Circus-Wanty | 90     |
| 9                              | Michael Woods     | Israel-Premier Tech      | 81     |
| 10                             | Victor Lafay      | Cofidis                  | 80     |

### Bergklassement
| Bergklassement (bolletjestrui) |                            |                        |        |
| Plaats                         | Naam                       | Ploeg                  | Punten |
| Bolletjestrui                  | Jonas Vingegaard           | Team Jumbo-Visma       | 54     |
| 2                              | Neilson Powless            | EF Education-EasyPost  | 54     |
| 3                              | Tadej Pogačar              | UAE Team Emirates      | 48     |
| 4                              | Giulio Ciccone             | Lidl-Trek              | 42     |
| 5                              | Felix Gall                 | AG2R-Citroën           | 32     |
| 6                              | Jai Hindley                | BORA-hansgrohe         | 31     |
| 7                              | Tobias Halland Johannessen | Uno-X Pro Cycling Team | 30     |
| 8                              | Michał Kwiatkowski         | INEOS Grenadiers       | 30     |
| 9                              | Michael Woods              | Israel-Premier Tech    | 28     |
| 10                             | Wout van Aert              | Team Jumbo-Visma       | 24     |
|                                |                            |                        |        |
| 21                             | Mathieu van der Poel       | Alpecin-Deceuninck     | 9      |

### Jongerenklassement
| Jongerenklassement (witte trui) |                            |                        |            |
| Plaats                          | Naam                       | Ploeg                  | Tijd       |
| Witte trui                      | Tadej Pogačar              | UAE Team Emirates      | 57u47'38"  |
| 2                               | Carlos Rodríguez           | INEOS Grenadiers       | + 4'33"    |
| 3                               | Felix Gall                 | AG2R-Citroën           | + 12'16"   |
| 4                               | Tom Pidcock                | INEOS Grenadiers       | + 14'12"   |
| 5                               | Mathieu Burgaudeau         | Team TotalEnergies     | + 1u24'16" |
| 6                               | Mattias Skjelmose Jensen   | Lidl-Trek              | + 1u24'37" |
| 7                               | Tobias Halland Johannessen | Uno-X Pro Cycling Team | + 1u42'10" |
| 8                               | Matteo Jorgenson           | Movistar Team          | + 1u48'28" |
| 9                               | Maxim Van Gils             | Lotto-Dstny            | + 1u56'59" |
| 10                              | Clément Champoussin        | Arkéa-Samsic           | + 2u11'26" |
|                                 |                            |                        |            |
| 13                              | Lars van den Berg          | Groupama-FDJ           | + 2u27'16" |

### Ploegenklassement
| Ploegenklassement |                    |            |
| Plaats            | Ploeg              | Tijd       |
|                   | INEOS Grenadiers   | 173u57'06" |
| 2                 | Team Jumbo-Visma   | + 7'25"    |
| 3                 | UAE Emirates       | + 10'48"   |
| 4                 | Bahrain-Victorious | + 22'26"   |
| 5                 | Groupama-FDJ       | + 40'21"   |

## Uitvallers
- Louis Meintjes (Intermarché-Circus-Wanty): Opgave na een massale valpartij van ongeveer dertig renners 5 kilometer na de start, sleutelbeenbreuk.
- Antonio Pedrero (Movistar Team): Opgave na een massale valpartij van ongeveer dertig renners 5 kilometer na de start.
- Esteban Chaves (EF Education-EasyPost): Opgave na een tweede valpartij met meerdere renners 10 kilometer na de start.
- Romain Bardet (Team DSM-Firmenich): Opgave na een valpartij met Shaw in een afdaling, hersenschudding.
- James Shaw (EF Education-EasyPost): Opgave na een valpartij met Bardet in een afdaling.
- Ramon Sinkeldam (Alpecin-Deceuninck): Opgave na grote achterstand op het peloton.
- Ruben Guerreiro (Movistar Team): Opgave, reden onbekend.

1e etappe ·
2e etappe ·
3e etappe ·
4e etappe ·
5e etappe ·
6e etappe ·
7e etappe ·
8e etappe ·
9e etappe ·
10e etappe ·
11e etappe ·
12e etappe ·
13e etappe ·
14e etappe ·
15e etappe ·
16e etappe ·
17e etappe ·
18e etappe ·
19e etappe ·
20e etappe ·
21e etappe
Startlijst · Eindstanden · Afbeeldingen